# Andreas Frey (Wirtschaftswissenschaftler)
Andreas Frey (* 5. Juni 1967 in Geislingen) ist ein deutscher Mathematiker und seit 2013 Rektor der Hochschule für Wirtschaft und Umwelt Nürtingen-Geislingen (HfWU).

## Leben und Wirken
In Geislingen aufgewachsen erwarb er das Abitur am Michelberg-Gymnasium und studierte anschließend an der Universität Wisconsin in den USA und an der Universität Ulm, wo er zum Dr. rer nat promoviert wurde. Nach einem Post Doc Aufenthalt am Tokio Institute of Technology und einem weiteren Forschungsaufenthalt in Tokio kehrte er nach Deutschland zurück, um als Systemingenieur bei der Siemens AG eine Stelle anzutreten.
Im Jahr 2004 wurde Frey an die Hochschule Osnabrück berufen, an der er als Professor für Wirtschaftsmathematik, Statistik und Wirtschaftsinformatik bis 2013 lehrte. Er wirkte auch als Studiendekan und Vize-Dekan der Fakultät Wirtschafts- und Sozialwissenschaften und leitete eine Arbeitsgruppe "Internationale Strategie". Darüber hinaus war er Sprecher des Innovationszentrums für Internationalisierung, Chinabeauftragter und organisierte das Deutsch-Chinesische Symposium sowie China- und Japan-Wochen in Osnabrück.
Im April 2013 wurde Andreas Frey als Rektor der HfWU als Nachfolger von Werner Ziegler gewählt und feierlich in das Amt eingeführt. Die Amtsübernahme erfolgte am 1. September 2013. Im Jahr 2019 und 2025 wurde er als Rektor der HfWU wiedergewählt.

## Veröffentlichungen
- Frey ist Autor von über 30 Publikationen in deutscher und englischer Sprache, er war Gastprofessor am Shanghai Institute of Foreign Trade und als Gastwissenschaftler an der japanischen Waseda-Universität.